# Ersilio Michel
Ersilio Michel (Livorno, 17 settembre 1878 – Pisa, 12 febbraio 1955) è stato uno storico italiano.

## Biografia
Si tratta di uno storico e biografo importante per la nostra storia risorgimentale, materia di cui fu cultore assiduo.
Studiò all'Università di Pisa, dove fu allievo di Amedeo Crivellucci, con cui si laureò con una tesi d'argomento mazziniano.
Si diede successivamente all'insegnamento, come docente di storia nelle scuole superiori di Agrigento, Grosseto, Massa e Firenze, attività a cui accompagnò tutta una serie di pubblicazioni, apparse in prevalenza nella Rassegna storica del Risorgimento. A fronte di tale specializzazione, divenne quindi bibliotecario della sezione risorgimentale della Biblioteca nazionale Vittorio Emanuele II di Roma.
Durante la Prima guerra mondiale fu ufficiale di complemento degli Alpini, e comandò il battaglione Val d'Adige con cui prese parte ad episodi di valore, che gli valsero, unico caso nella nostra storia militare, di arrivare al grado di colonnello (in genere precluso agli ufficiali di complemento).
Dopo il conflitto fece parte della Società per la storia del Risorgimento italiano, di cui fu vicesegretario nel 1919 e segretario nel 1924, insegnando nel contempo al Liceo Mamiani di Roma.
Nel 1925 «fondò l'Archivio Storico di Corsica, quasi interamente redatto da lui stesso, appassionato cultore della figura e l'opera di Pasquale Paoli».
Oltre a numerose pubblicazioni sugli esuli italiani, scrisse numerosissime biografie per il noto Dizionario del Risorgimento nazionale diretto da Michele Rosi per la casa editrice Vallardi.
Da Livorno, dove fu peraltro presidente del Comitato per la storia del Risorgimento, Michel passò infine a Pisa per collaborare con la Domus Mazziniana alla pubblicazione del Catalogo degli autografi, documenti e cimeli di Giuseppe Mazzini.
Ultima sua opera di rilievo fu Maestri e scolari dell'Università di Pisa nel Risorgimento nazionale (1815-1870), pubblicata a Firenze nel 1949, assai apprezzata dalla critica.